# 王家墩东站
王家墩東站位於中华人民共和国湖北省武汉市江汉区，是武汉地铁2号线与7号线的地铁换乘站，建設时期稱為青年路站。

## 车站结构
本站位于建设大道与青年路交叉口，两线站厅位于地下一层，2号线站台位于地下二层，7号线站台位于地下3层，两线的换乘方式为站厅换乘。。
值得一提的是，王家墩东站地上还建项目包括一座轨道交通科普馆。

### 楼层分布
| 地面      |                                         | 地鐵出入口                                                            |  |
| 地下 一層 | 2號線 站廳層                            | 售票機、客服中心、武漢通充值、洗手間、7號線換乘通道、往A、B、C、D出口 |  |
| 地下 一層 | 7號線 站廳層                            | 售票機、客服中心、武漢通充值、洗手間、2號線換乘通道、往E、F、G出口    |  |
| 地下 二層 |                                         | █ 2号线列車往天河机场（范湖站）                                       |  |
| 地下 二層 | 島式月台，左邊車門將會開啟              |                                                                       |  |
| 地下 二層 | █ 2号线列車往佛祖嶺（青年路站）         |                                                                       |  |
| 地下 三層 |                                         | █ 7号线列車往園博園北（武漢商務區站）                                 |  |
| 地下 三層 | 島式月台，左邊車門將會開啟              |                                                                       |  |
| 地下 三層 | █ 7号线列車往青龍山地鐵小鎮（取水樓站） |                                                                       |  |

### 車站出口
|                                                 |      |      |                                                                                                   |
|                                                 |      |      |                                                                                                   |
| 出口編號                                        | 設施 | 照片 | 建議前往的目的地                                                                                  |
| A                                               |      |      | 青年路西側 建設大道北側、青陽路                                                                   |
| B                                               |      |      | 青年路西側 建設大道南側、炒墩路、炒墩橫路、衛星村小學                                             |
| C₁                                              |      |      | 青年路東側、建設大道南側 萬松園路、雪松路、萬松園小學、招銀大廈                                   |
| C₂                                              |      |      | 青年路東側、建設大道南側 萬松園路、雪松路、萬松園小學、招銀大廈                                   |
| D₁                                              |      |      | 青年路東側 建設大道北側、黃孝西路、西北湖路、花園道、武漢地鐵科普館、武漢第一口腔醫院、武漢電視台 |
| E                                               |      |      | 青年路西側 建设大道、青阳路                                                                       |
| F                                               |      |      | 青年路西側 建设大道、青阳路                                                                       |
| G                                               |      |      | 建設大道北側 凯风大厦、金华大厦、中国建设银行                                                     |
| 注： 設有升降機 \| 設有輪椅升降台 \| 設有洗手間 |      |      |                                                                                                   |

## 运营信息
- 2号线首末班车时间
- 7号线首末班车时间

## 邻近地区
- 招商银行大厦
- 武汉广电中心
- 新世界国贸大厦
- 武汉中央商务区
- 武漢地鐵科普馆

### 内部链接
- 武汉地铁车站列表